# Hiệp ước tình yêu
Hiệp ước tình yêu (愛情合約) (Love Contract) 2004 là bộ phim truyền hình của TVBS-G (được đổi tên thành TVBS Happy Channel vào ngày 1 tháng 6 năm 2009) thuộc Đài Loan vào năm 2004  Phim truyền hình dài tập, khởi chiếu từ ngày 29 tháng 6 đến ngày 29 tháng 7 năm 2004 (từ thứ hai đến thứ sáu hàng tuần), do Lâm Y Thần, Hạ Quân Tường, Trương Duệ Gia và Quách Phi Lệ và một số diễn viên khác tham gia. Bài hát cuối bộ phim là "Cô đơn Bắc bán cầu" được trình bày bởi nữ chính Lâm Y Thần. 
Bộ phim đã khắc họa cho người xem rõ nét về tình yêu bình dị, mộc mạc, đơn giản, đẹp thuần khiết, không cần phô trương, hoa mỹ, vĩ đại. Bộ phim đạt rating cực cao nửa cuối năm 2004 ở Đài Loan. Bộ phim đã đưa Lâm Y Thần và Hạ Quân Tường trở thành hai ngôi sao thần tượng trẻ tuổi của Đài Loan.
Song song với đó, bài hát Cô đơn Bắc bán cầu cuối bộ phim Hiệp ước tình yêu do Lâm Y Thần trình bày đứng đầu bảng xếp hạng KTV và nhạc chuông trong 12 tuần lễ. Cô đơn Bắc bán cầu cũng trở thành bài hit phổ biến rộng rãi khắp Đài Loan từ nửa cuối năm 2004 (đến đầu năm 2006 mới hết hot), trở thành bài hát giàu cảm xúc nhất trong suốt sự nghiệp của Lâm Y Thần (bài hát mà cô luôn hát đi hát lại nhiều lần nhất so với các bài hát khác của cô).
Năm 2005, TVB của Hồng Kông đã mua bản quyền chương trình để phát sóng tại Hồng Kông. Đầu năm 2006 Trung Quốc cũng mua bản quyền chương trình để phát sóng tại Trung Quốc từ tháng 1 năm 2006 đến tháng 2 năm 2006.

## Nội dung bộ phim
Bề ngoài, Hiểu Phong/Tiểu Phong (Lâm Y Thần) là một cô gái tomboy bướng bỉnh và là đội trưởng của câu lạc bộ Kendo tại trường đại học của cô. Trong nhóm bạn của mình, cô là người đứng đầu với bản tính hay đòi hỏi và phá cách. Tuy nhiên, bên trong, Hiểu Phong là một cô gái bị tổn thương bởi quá khứ bị vết phỏng to trên vai, sợ bị chìm dưới nước của mình và đang tìm kiếm thứ cô ấy muốn nhất, đó là tình yêu. Bạn bè của cô, A Khải (Trương Duệ Gia), Tiểu Bạch (Lại Trí Vĩ), Mộc Đầu (Lâm Dật Hoành),Tâm Lôi (Chung Hân Du), và Tiểu Tiểu (Dương Bội Đình) không biết về quá khứ của cô ấy nhưng họ đều là những người bạn trung thành với Hiểu Phong; và rồi, cho đến khi Tiểu Bạch và A Khải rời Câu lạc bộ Kendo để đến với Đội bơi. Tiểu Bạch và A Khải ngay lập tức hối hận khi đội trưởng của Đội bơi là A Ken cũng là một đội trưởng khó tính như Hiểu Phong. Khi một đêm Hiểu Phong thông báo với bạn bè cô ấy rằng cô ấy muốn có tình yêu nhất, Tiểu Bạch và A Khải đã nghĩ ra một trò đùa gọi là Hiệp ước tình yêu giữa A Ken và Hiểu Phong. Để đổi lấy việc tìm thêm thành viên cho đội bơi của mình A Ken phải tán tỉnh Hiểu Phong. 
Tình giả cũng thành tình thật, A Ken và Hiểu Phong yêu nhau rất thuần khiết, trong sáng, rất đẹp. Khi mẹ của A Ken mất, Hiểu Phong luôn bên cạnh an ủi A Ken dù A Ken khi đó khá nóng nảy với Hiểu Phong. A Ken sau đó giải tán luôn đội bơi, chỉ tập trung đi làm và yêu thương Hiểu Phong, không muốn làm theo điều khoản trao đổi học viên bơi lội trong Hiệp ước tình yêu kia nữa. Sau khi chị Hiểu Vân sang New York, Hiểu Phong không muốn A Ken chê vết phỏng to trên vai mình nên dần trốn tránh A Ken. Thời điểm A Ken vẫn chấp nhận yêu Hiểu Phong khi anh thấy cô có vết phỏng to trên vai, Hiểu Phong lại phát hiện ra Hiệp ước tình yêu được ký kết giữa Tiểu Bạch, A Khải và A Ken. Hiểu Phong lập tức chia tay A Ken, quay lại làm một cô đội trưởng khó tính của câu lạc bộ Kendo như trước. 
A Ken đau lòng muốn rời bỏ Đài Bắc (Đài Loan) về Nhật. Tiểu Bạch thách đấu môn Kendo với Hiểu Phong, giao ước nếu Hiểu Phong thua phải đi theo Tiểu Bạch đến gặp A Ken. Hiểu Phong trước giờ thi đấu Kendo chưa từng thua ai, nhưng lần này cô đã tha thứ cho A Ken, muốn gặp A Ken nên cô cố tình để thua Tiểu Bạch, rồi lên xe máy cho Tiểu Bạch chở đi gặp A Ken. Không may, xe máy Tiểu Bạch chở Hiểu Phong bị tai nạn giao thông. Tiểu Bạch chết tại chỗ, Hiểu Phong bị sống thực vật. A Ken đau khổ, luôn bên cạnh chăm sóc cho Hiểu Phong hơn 1 năm trời.A KEN đẩy Hiểu Phong trên xe lăn đi khắp các địa điểm chứa kỷ niệm của hai người nhằm đánh thức Hiểu Phong, nhưng cô chỉ có thể nghe A Ken nói chuyện mà không thể trả lời, không thể cử động, thậm chí cô còn không thể chớp mắt được nữa. Cuối cùng A Ken muốn giải thoát cho Hiểu Phong nên đã chở Hiểu Phong trên xe máy ra biển (nơi lưu giữ nhiều kỷ niệm nhất của hai người). A Ken bồng Hiểu Phong cùng xuống biển cùng tự vẫn. 
Cuối phim, linh hồn Hiểu Phong khỏe khoắn đã đoàn tụ với linh hồn của A Ken. Khi tất cả bạn bè của họ (Mộc Đầu, A Khải, Tâm Lôi, Tiểu Tiểu, Kim Cang, Phục Bộ Can Cửu) qua đời, linh hồn của A Ken và Hiểu Phong mới làm đám cưới ở thế giới bên kia trước sự chứng kiến của linh hồn của đám bạn và cả linh hồn của Tiểu Bạch.

## Quá trình quay phim và một số thông tin của bộ phim
Bộ phim khởi quay từ tháng 2 năm 2004, khi đó Lâm Y Thần vừa phải đi học ở trường Đại học và vừa phải đóng phim. Đây là một bộ phim chứng minh rõ ràng nhất cho sự yêu diễn xuất của Lâm Y Thần (Hồ Ca thường xuyên nhận xét rằng Lâm Y Thần luôn dùng cả sinh mạng của bản thân để diễn xuất) so với các bộ phim trước đó (các bộ phim trước đó, Lâm Y Thần chủ yêu kiếm tiền trả nợ cho gia đình chứ chưa yêu thích diễn xuất). Hạ Quân Tường bị truyền thông Đài Loan đồn rằng anh là giới tính thứ ba, nhưng nhờ bộ phim Hiệp ước tình yêu 2004 này, truyền thông Đài Loan đã coi Hạ Quân Tường là chuẩn đàn ông đích thực:
- Lâm Y Thần phải lặn trong bể cá toàn cá mập con để quay cảnh múa trong bể nước ở tập 1 (đoàn phim chuẩn bị ống thở oxy truyền vào trong bể cá cho Lâm Y Thần, để tiếp thêm oxy cho cô khi nào cô không còn nín thở trong bể nước được nữa).

- Vì không rành về việc dùng gậy Kendo Stick giao đấu nhưng các vai Thành Hiểu Phong, A Ken, Tiểu Bạch và Mộc Đầu rất rành về việc này, đoàn phim đã cho các diễn viên có thân hình giống với Lâm Y Thần, Hạ Quân Tường, Lại Trí Vĩ và Lâm Dật Hoành để đóng thế cho các cảnh phải dùng gậy Kendo Stick giao đấu với nhau.

- Hạ Quân Tường và Kim Cang phải tập trò ngậm dầu phun lửa bên xiếc để phục vụ cảnh quay trong phim.

- Lâm Y Thần còn có cảnh quay say rượu ngã đầu ra phía bụi cây rất thật, khá mạnh trong tập 5 khiến đoàn phim giật mình, sợ cô bị trọng thương ở đầu.

- Khi quay cảnh Hạ Quân Tường và Lâm Y Thần nắm tay nhau chạy qua đường ray xe lửa khi xe lửa sắp chạy qua, đoàn phim mém bị xe lửa gây thiệt hại vì mải mê quay mà không để ý tiếng còi báo động hỗ trợ cho quay phim đã dừng, và tiếng còi báo động xe lửa thật đang đến.

- Khi quay cảnh Hạ Quân Tường và Lâm Y Thần đùa giỡn ngoài bãi biển, họ bắt gặp cặp nam nữ đang làm chuyện người lớn trên mặt nước ở bãi kia (chi tiết được ghi hình trong behind the scene của bộ phim), Lâm Y Thần và Hạ Quân Tường ngượng đỏ mặt.

- Đạo diễn yêu cầu Lâm Y Thần và Hạ Quân Tường luôn phải hôn môi kiểu Pháp với nhau trong bộ phim, cho nên sau quay xong bộ phim, cả hai luôn ngượng ngùng khi giao tiếp với nhau.

- Hạ Quân Tường và Lâm Y Thần còn phải vào bể cá mập con để quay cảnh hôn nhau lãng mạn (đoàn phim đã chuẩn bị các ống thở truyền vào trong bể cá cho họ).

- Lâm Y Thần cùng Lại Trí Vĩ không cần dùng diễn viên đóng thế, tự bản thân đóng cảnh tai nạn giao thông ở tập 22, Lâm Y Thần đã ngã ra đường rất thật và bị xước hai bàn tay.

- Khi quay cảnh Hạ Quân Tường (vai A Ken) khóc nức nở vì Lâm Y Thần (vai Hiểu Phong) chỉ ngồi bất động trên xe lăn, không thể nói chuyện được nữa, cả đoàn phim đều khóc theo sự diễn xuất chân thật của Hạ Quân Tường.

Đến ngày 23 tháng 6 năm 2004 đoàn phim mới đóng máy sau khi quay cảnh đám cưới giữa Hạ Quân Tường (vai A Ken) và Lâm Y Thần (vai Hiểu Phong). 6 ngày sau bộ phim chính thức lên sóng ở Đài Loan.
Bộ phim Hiệp ước tình yêu khởi chiếu từ ngày 29 tháng 6 đến ngày 29 tháng 7 năm 2004 (từ thứ hai đến thứ sáu hàng tuần).

## Diễn viên trong bộ phim
| Diễn viên           | Vai diễn                       | Người lồng tiếng Quảng cho bản Hồng Kông | Ghi chú |
| Lâm Y Thần          | Thành Hiểu Phong (Tiểu Phong)  | Trương Dung Hân                          | Bạn gái của A Ken, chủ tịch của câu lạc bộ Kendo Cuối cùng bị chết vì A Ken |
| Hạ Quân Tường       | Lưu Kiến Đông (A Ken)          | Hoàng Khải Xương                         | Bạn trai của Hiểu Phong, chủ tịch của câu lạc bộ bơi lội, người Nhật Cuối cùng, anh ta chết trong tình yêu với Hiểu Phong |
| Trương Duệ Gia      | Lý Khải (A Khải)               | Lương Vĩ Đức                             | Bạn từ nhỏ và bạn cùng lớp với Hiểu Phong, bạn trai của Tâm Lôi, yêu thầm Hiểu Phong và là thành viên của câu lạc bộ Kendo |
| Chung Hân Du        | Lý Tâm Lôi                     | Lê Quế Phương                            | Bạn gái của A Khải, thành viên câu lạc bộ Kendo |
| Lại Trí Vĩ          | Trương Nguyên Bảo (Tiểu Bạch)  | Lý Trí Lâm                               | Bạn cùng lớp của Hiểu Phong, yêu thầm Tâm Lôi, thành viên câu lạc bộ Kendo Cuối cùng chết trong một tai nạn giao thông khi chở Hiểu Phong đi gặp A Ken                                                                         |
| Lâm Dật Hoành       | Lâm Tùng Bách (Mộc Đầu)/A Thủy | Đặng Triệu Cơ                            | Bạn cùng lớp của Hiểu Phong, yêu thầm Hiểu Phong từ rất lâu, một thành viên của câu lạc bộ Kendo Dùng nickname A Thủy chat với Hiểu Phong suốt thời gian dài Ghen với A Ken nhưng về sau giúp cho A Ken và Hiểu Phong bên nhau |
| Quách Phi Lệ        | Thành Hiểu Vân                 |                                          | Chị gái của Hiểu Phong, chuyên gia trang điểm Sau này sang New York lập nghiệp |
| Từ Hoa Phượng       | Doris                          | Tạ Khiết Trinh                           | Bà chủ quán Pub |
| Dịch Triết Lý       | Phục Bộ Mỹ Lý/Hattori Mari     | Hoàng Ngọc Quyên                         | Mẹ của A Ken，người Nhật，chết vì bệnh suyễn khi cố đuổi theo ba của A Ken ngoài đường |
| Bắc Thôn Phong Tình | Phục Bộ Can Cửu/Hattori Miku   |                                          | Chú của A Ken，người Nhật, trước thì yêu thầm Doris, sau thì yêu thầm Hiểu Vân |
| Trương Gia Niên     | Thành Bảo Thái                 |                                          | Cha của Hiểu Phong |
| Trình Tú Anh        | Lý Phương Hoa                  |                                          | mẹ của Hiểu Phong, điều hành một quán cà phê Internet |
| Kim Cang            | Kim Cang                       |                                          | Đầu bếp Kim Cang quán Pub，yêu thầm Doris |
| Lưu Hán Cường       | Simon                          | Phan Văn Bách                            | Người yêu cũ của Hiểu Vân |
| Dương Bội Đình      | Lý Dĩ Hiên (Tiểu Tiểu)         |                                          | Yêu thầm Tiểu Bạch |
| Khâu Long Kiệt      | Tom                            |                                          | bạn trai đã chết của Doris |

## Soundtrack của bộ phim
Nhạc phim Hiệp ước tình yêu   (Love Contract) được sản xuất và phân phối bởi  Rolling Stone Wind and Cloud Records, số lượng bản là 1 CD. Nhạc phim bao gồm tất cả các bài hát và các phần của nhạc phim. Soundtrack này được phát hành vào ngày 13 tháng 7 năm 2004 tại Đài Loan.
| STT | Nhan đề                                                          | Phổ lời          | Phổ nhạc | Trình bày      | Thời lượng |
| --- | ---------------------------------------------------------------- | ---------------- | -------- | -------------- | ---------- |
| 1.  | "Cô đơn Bắc bán cầu 孤單北半球" (片尾曲)                         | Benny.C (陳靜楠) | 方文良   | Lâm Y Thần     | 4:27       |
| 2.  | "Trung gian 中間" (片頭曲)                                       | 廖瑩如           | 潘協慶   | Lương Tịnh Như | 4:12       |
| 3.  | "Shinning"                                                       | 彭莒欣           | 彭莒欣   | 丸子           | 4:02       |
| 4.  | "Thất khứ 失去"                                                  | 張震嶽           | 張震嶽   | 張震嶽         | 4:42       |
| 5.  | "Quan ô ngã môn chi gian đích sự 關於我們之間的事"               | 張震嶽           | 張震嶽   | 張震嶽         | 4:31       |
| 6.  | "Tối tường hoàn du đích thế giới 最想環遊的世界"                 | 姚若龍           | 郭文賢   | 梁靜茹         | 4:42       |
| 7.  | "Nhất cá nhân đích lữ hành 一個人的旅行"                         | 陳曉娟           | 陳曉娟   | 趙之璧         | 4:46       |
| 8.  | "Cô đơn Bắc bán cầu 孤單北半球" (Version piano)                  | Benny.C (陳靜楠) | 方文良   | Lâm Y Thần     | 1:50       |
| 9.  | "Vũ thiên đích vĩ ba 雨天的尾巴（Bản tình ca bé nhỏ của Hỗ Vĩ）" | 陳綺貞           | 陳綺貞   | 陳綺貞         | 3:35       |
| 10. | "Na thiên 那天"                                                  | 林暐哲           | 林暐哲   | 楊乃文         | 2:59       |
| 11. | "Ái đáo hạ thiên 愛到夏天"                                       | 瑞業             | 潘協慶   | 錦繡二重唱     | 4:44       |
| 12. | "Trung gian 中間" (Version piano)                                |                  | 潘協慶   |                | 4:05       |
| 13. | "Trung gian 中間" (Version ấm áp)                                |                  | 潘協慶   |                | 4:00       |
| 14. | "Cô đơn Bắc bán cầu 孤單北半球" (Version ấm áp)                  |                  | 方文良   |                | 3:38       |
| 15. | "Cô đơn Bắc bán cầu 孤單北半球" (Version hơi buồn)               |                  | 方文良   |                | 3:53       |

## Sau khi bộ phim phát sóng
Trong chương trình truyền hình The One (Fei Chang Ren Wu) phát sóng vào tháng 7 năm 2004 (khi bộ phim Hiệp ước tình yêu sắp kết thúc phát sóng), Lâm Y Thần (với vai trò Hiểu Phong) cùng Hạ Quân Tường (với vai trò A Ken), Lâm Dật Hoành (với vai trò Mộc Đầu), Lại Trí Vĩ (với vai trò Tiểu Bạch) tạo nên những buổi đi chơi vui vẻ giữa các nhân vật trong bộ phim với nhau, và họ chia sẻ thêm về các nhân vật trong bộ phim.
Bài hát Cô đơn Bắc bán cầu cuối bộ phim Hiệp ước tình yêu do Lâm Y Thần trình bày đứng đầu bảng xếp hạng KTV và nhạc chuông trong 12 tuần lễ. Cô đơn Bắc bán cầu cũng trở thành bài hit phổ biến rộng rãi khắp Đài Loan từ nửa cuối năm 2004 (đến đầu năm 2006 mới hết hot), trở thành bài hát giàu cảm xúc nhất trong suốt sự nghiệp của Lâm Y Thần (bài hát mà cô luôn hát đi hát lại nhiều lần nhất so với các bài hát khác của cô).
Lâm Y Thần và Hạ Quân Tường tiếp tục xuất hiện trong hai MV Cô đơn Bắc bán cầu 2004 (do Lâm Y Thần trình bày) và Waiting for you 2004 (do Anson Hu trình bày). Nội dung hai MV này tiếp tục lấy nội dung của Hiệp ước tình yêu 2004 nhưng tạo ra những kết thúc khác cho bộ phim:
- MV Cô đơn Bắc bán cầu 2004 kể việc Hiểu Phong (Lâm Y Thần) và A Ken (Hạ Quân Tường) bắt đầu yêu nhau. Hiểu Phong tránh xa A Ken vì cô không tự tin bản thân vào cuối MV.

- MV Waiting for you 2004 kể việc A Ken (Hạ Quân Tường) luôn trong bệnh viện săn sóc cho Hiểu Phong (Lâm Y Thần) đang sống thực vật. Cuối MV thì Hiểu Phong tỉnh lại khi đang mặc váy cưới và đeo nhẫn cưới, chạy đi tìm A Ken, còn A Ken đã nhảy lầu tự vẫn vì nghĩ rằng Hiểu Phong không bao giờ tỉnh lại được nữa.

Lâm Y Thần và Hạ Quân Tường (với vai trò Hiểu Phong và A Ken) tiếp tục xuất hiện trong chương trình truyền hình Entertainment News - One Day Tour (phát sóng ngày 1 tháng 11 năm 2004). Họ tạo nên một buổi đi ăn nhà hàng giữa Hiểu Phong và A Ken, và làm nên một kết thúc khác cho bộ phim: A Ken và Hiểu Phong mừng rỡ gặp lại nhau sau thời gian dài xa cách, đặc biệt là A Ken mừng nhất khi Hiểu Phong đã tỉnh lại.
Trong chương trình Count Down show đêm 31/12/2004 của TVBS, Lâm Y Thần và Hạ Quân Tường (với vai trò là Hiểu Phong và A Ken) lên sân khấu và cùng trình bày ca khúc Cô đơn Bắc bán cầu 2004 khiến cho rating chương trình cao ngất ngưỡng .
Lâm Y Thần và Hạ Quân Tường (với vai trò là Hiểu Phong và A Ken) tiếp tục xuất hiện trong hai clip quảng cáo trên TV về sợi dây chuyền Zhen Ai Mi Ma (1 clip Jcode CF Reminder vào dịp Lễ tình nhân 14/2/2005, 1 clip Jcode CF Love vào dịp Lâm Y Thần vừa tốt nghiệp Đại học tháng 8/2005). Sang đầu năm 2006, Lâm Y Thần và Hạ Quân Tường (với vai trò là Hiểu Phong và A Ken) tiếp tục xuất hiện trong clip quảng cáo thứ 3 về sợi dây chuyền Zhen Ai Mi Ma (clip Jcode CF Slow Dance) trên TV.

## Ảnh hưởng của bộ phim
Sau thành công vang dội của bộ phim này, Hạ Quân Tường được mời tham gia bộ phim Định mệnh (với vai Giang Mãnh) năm 2005, sự nghiệp phát triển vượt bậc về sau. 
Còn Lâm Y Thần được mời tham gia bộ phim Thơ Ngây 1 (với vai Viên Tương Cầm) năm 2005, bộ phim Thiên ngoại phi tiên (với vai Tiểu Thất) năm 2006. Vì cảnh quay múa rất đẹp trong bể nước có cá mập của Lâm Y Thần trong Hiệp ước tình yêu 2004, đoàn phim Thần điêu đại hiệp từng mời Lâm Y Thần vào vai Tiểu Long Nữ đầu năm 2005, nhưng Lâm Y Thần đã từ chối vì cô đang quay hai bộ Thơ Ngây 1 và Thiên ngoại phi tiên chưa xong, cộng với việc cô còn phải đến trường học Đại học. Vai Tiểu Long Nữ này sau đó được trao cho Lưu Diệc Phi. Cũng do Lâm Y Thần từng phải diễn cảnh quay trong bể bơi cá mập cộng với cái kết thúc buồn của bộ phim Hiệp ước tình yêu 2004 này, Lâm Y Thần đã lập sẵn di chúc để lại tài sản cho gia đình cô từ năm cô mới 23 tuổi (trong năm 2004) vì cô sợ một ngày nào đó cô ra đi đột ngột mà không kịp trăn trối gì với người thân. Lâm Y Thần sau đó còn nổi tiếng hơn nữa nhờ các bộ phim Nàng Juliet phương Đông 2006, Thơ Ngây 2 (2007 - 2008), Anh hùng xạ điêu 2008.

## Liên kết bên ngoài
- Hiệp ước tình yêu trên Internet Movie Database
- Hiệp ước tình yêu trên trang Douban (bằng tiếng Trung Quốc)

- Hiệp ước tình yêu  trên Mtime